# جين سيمونز
جان سيمونز (بالإنجليزية: Jean Simmons)‏ (مواليد 31 يناير 1929 في لندن - الوفاة 22 يناير 2010 في سانتا مونيكا)؛ ممثلة بريطانية، بدأت مسيرتها الفنية عام 1944. كما أنها من الفائزات بجائزة إيمي وجائزة غولدن غلوب.

## الأعمال
- الآمال العظيمة
- النرجسي الأسود
- هاملت
- الرداء
- الدولة الكبيرة
- إلمر جانتري
- سبارتاكوس
- خداع المرايا
- قلعة هاول المتحركة

## وصلات خارجية
- جين سيمونز على موقع IMDb (الإنجليزية)
- جين سيمونز على موقع الموسوعة البريطانية (الإنجليزية)
- جين سيمونز على موقع روتن توميتوز (الإنجليزية)
- جين سيمونز على موقع مونزينجر (الألمانية)
- جين سيمونز على موقع ألو سيني (الفرنسية)
- جين سيمونز على موقع ميوزك برينز (الإنجليزية)
- جين سيمونز على موقع تيرنر كلاسيك موفيز (الإنجليزية)
- جين سيمونز على موقع أول موفي (الإنجليزية)
- جين سيمونز على موقع قاعدة بيانات الأفلام السويدية (السويدية)
- جين سيمونز على موقع إن إن دي بي (الإنجليزية)